# Libramont-Chevigny

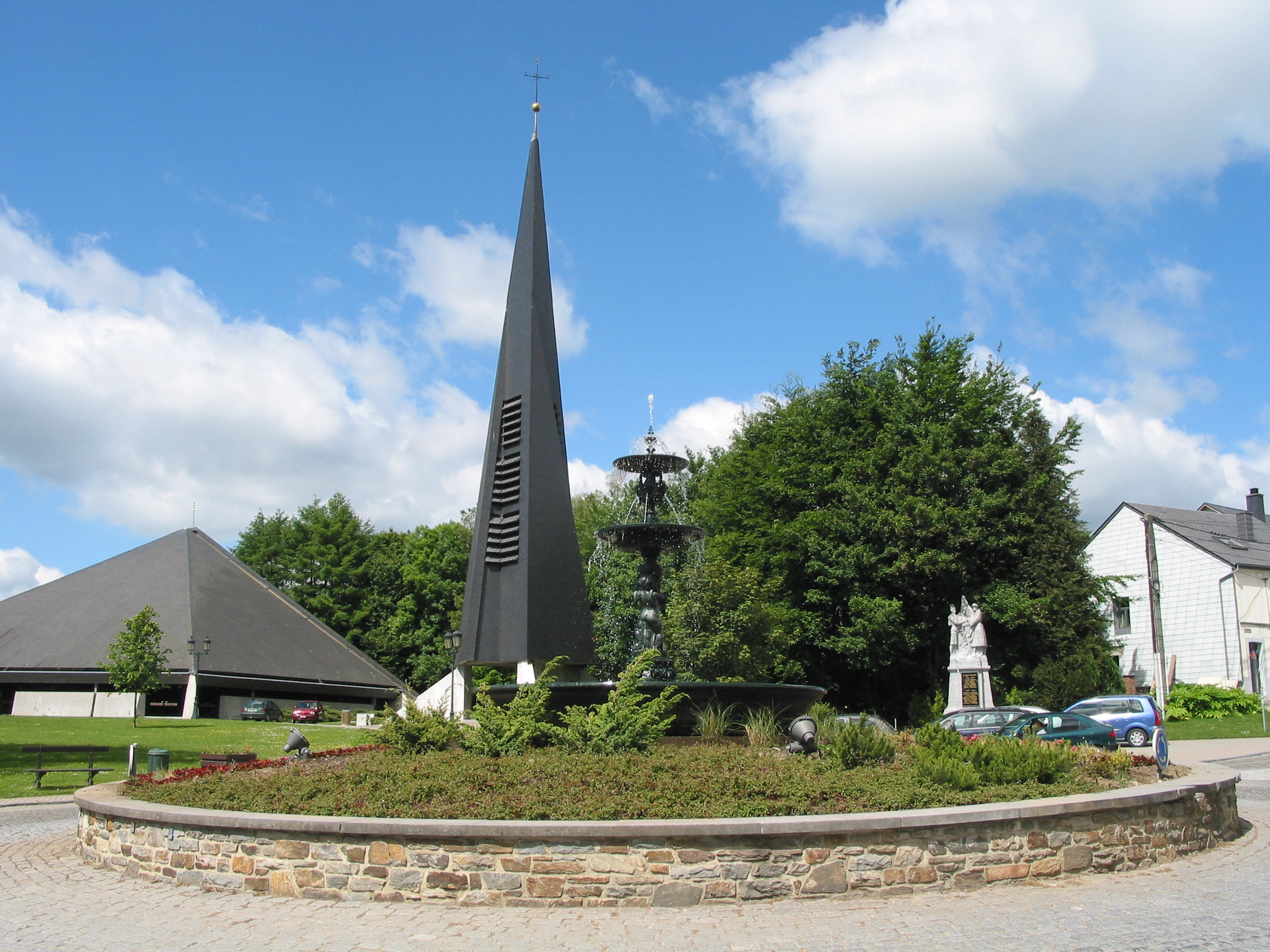
Nhà thờ mới ở Libramont-Chevigny

Libramont-Chevigny là một đô thị của Bỉ. Đô thị này nằm ở tỉnh Luxembourg, vùng Wallonie.
Ngày 1 tháng 1 năm 2007, đô thị này có diện tích 177,86 km², dân số 9.981 người với mật độ dân số 56,1 người trên mỗi km².